# Macrocosmos (Star Trek: Voyager)
„Macrocosmos” (titlu original: „Macrocosm”) este al 12-lea episod din al treilea sezon al serialului TV american științifico-fantastic Star Trek: Voyager și al 54-lea în total. A avut premiera la 11 decembrie 1996 pe canalul UPN. A fost regizat de Alexander Singer după un scenariu de Brannon Braga.

## Prezentare
Voyager răspunde apelului SOS al unei colonii miniere ce se confruntă cu o epidemie virală. Virusul reușește să ajungă la bordul navei Voyager prin sistemul de teleportare, iar Janeway și doctorul sunt singurii care îl pot opri.

## Actori ocazionali
- Michael Fiske - Miner
- Albie Selznick - Tak Tak trader